# أرنولد جيزيل
الدكتور أرنولد لوسيوس جيزيل (بالإنجليزية: Arnold Gesell)‏ (21 يونيو 1880 - 29 مايو 1961) كان عالمًا نفسيًا سريريًا أمريكيًا وطبيب أطفال وأستاذًا في جامعة ييل معروفًا بأبحاثه ومساهماته في مجال تنمية الطفل.

## روابط خارجية
- محفوظات جيزيل في مكتبة الكونغرس ؛ المحفوظات في AHAP
- الأكاديمية الوطنية للعلوم مذكرات السيرة الذاتية
- معهد جيزيل لتنمية الطفل